# Цербер (сериал)
«Це́рбер» — российский детективно-исторический мини-сериал режиссёра Владимира Щеголькова о последствиях восстания декабристов. Производством проекта занимались «Студия Чеховъ» при поддержке Института развития интернета.
Цифровая премьера мини-сериала должна была состояться в онлайн-кинотеатре Premier 4 ноября 2023 года, но была перенесена на 23 ноября 2023 года. 
Телевизионный премьерный показ проекта прошёл нон-стопом 4 февраля 2024 года на канале НТВ с 20:20 до 00:25.
В марте 2024 года издательством «Бомбора» был выпущен роман Александра Гоноровского и Ильи Егармина «Цербер. Найди убийцу, пусть душа твоя успокоится».
6 июня 2024 года, в день 225-летия со дня рождения Александра Пушкина, на платформе Premier вышла 5-серийная режиссёрская версия мини-сериала.

## Сюжет
Действие сериала происходит в Санкт-Петербурге в 1826 году. В городе происходят одно за другим жестокие убийства доносчиков, фигурировавших в деле о декабристах. Возле жертв убийца оставляет записки со строчкой из стихотворения молодого поэта Александра Пушкина. Приехавшему из Москвы сыщику Лавру Петровичу и освобождённому из-под ареста дворянину Александру Бошняку поручают расследовать эти преступления.

## Актёры и роли

### В главных ролях
| Актёр              | Роль                          |
| ------------------ | ----------------------------- |
| Сергей Марин       | Александр Бошняк дворянин     |
| Вера Колесникова   | Каролина Собаньская           |
| Тимофей Трибунцев  | Лавр Петрович Переходов сыщик |
| Евгений Цыганов    | Иван Витт                     |
| Александр Горбатов | Ушаков                        |
| Дмитрий Ульянов    | Александр Бенкендорф          |
| Кирилл Кяро        | ищейка                        |
| Владимир Крылов    | ищейка                        |

### В ролях
| Актёр                   | Роль                                                                       |
| ----------------------- | -------------------------------------------------------------------------- |
| Константин Воробьёв     | Фролка                                                                     |
| Алексей Трофимов        | Николай I                                                                  |
| Василий Щипицын         | Блинков                                                                    |
| Дмитрий Воробьёв        | Андрей Поликарпович                                                        |
| Мариэтта Цигаль-Полищук | Жозефина                                                                   |
| Дмитрий Муляр           | Пермяков врач                                                              |
| Сергей Лосев            | Александр Татищев председатель Следственной комиссии по делу о декабристах |
| Владимир Богданов       | Егорыч                                                                     |
| Максим Блинов           | Павел Пестель руководитель Южного общества декабристов                     |
| Лев Зулькарнаев         | Александр Пушкин поэт                                                      |
| Артур Ваха              | Пётр Никодимович                                                           |
| Елена Руфанова          | Даная Львовна                                                              |
| Ирина Соколова          | Арина Родионовна няня Александра Пушкина                                   |
| Илья Дель               | Владимир Лихарев декабрист                                                 |
| Ольга Калмыкова         | няня Аглаи Андреевны                                                       |
| Анна Алексахина         | первая дама                                                                |
| Наталья Боровкова       | старушка у Нелетова                                                        |
| Екатерина Федулова      | дворовая баба                                                              |

## Список серий
| Сезон | Серии | Серии | Даты показа    | Даты показа     |
| Сезон | Серии | Серии | Первая серия   | Последняя серия |
| ----- | ----- | ----- | -------------- | --------------- |
| 1     | 4     | 4     | 23 ноября 2023 | 30 ноября 2023  |

Первый сезон
| № | № в сезоне | Название             | Режиссёр           | Автор сценария        | Дата премьеры  | Зрители Россия (млн) |
| --- | ---------- | -------------------- | ------------------ | --------------------- | -------------- | -------------------- |
| 1 | 1          | «Серия 1. Маскарад»  | Владимир Щегольков | Александр Гоноровский | 23 ноября 2023 | н/д                  |
| Зима 1826 года. В Петропавловской крепости идет расследование восстания декабристов. Тем временем в Петербурге происходят загадочные убийства. Московский сыщик Лавр Петрович Переходов пытается понять мотивы преступника. Все это похоже на месть, ведь убитые были доносчиками на декабристов. На теле каждой жертвы Лавр Петрович также находит бумажки со стихотворными строками. Кто же будет следующей жертвой преступника? Выпущенный из-под следствия дворянин Александр Бошняк подключается к расследованию и становится жертвой покушения как внедренный в ряды декабристов тайный агент. |            |                      |                    |                       |                |                      |
| 2 | 2          | «Серия 2. Элегия»    | Владимир Щегольков | Александр Гоноровский | 23 ноября 2023 | н/д                  |
| Лето 1826 года. Царь Николай подписывает указ о казни пяти декабристов. Бошняк приходит в сознание на квартире у Каролины. Они убеждены, что мститель погиб, но новое убийство развеивает их уверенность. Генерал Бенкендорф назначает Бошняка главным по следствию и дает Лавра Петровича ему в подчинение. Бошняк расследует убийство по цепочке строчек из пушкинских стихов. |            |                      |                    |                       |                |                      |
| 3 | 3          | «Серия 3. Покушение» | Владимир Щегольков | Александр Гоноровский | 28 ноября 2023 | н/д                  |
| Стихи выводят Бошняка на Ушакова. Решив головоломку из стиха, обнаруженного в альбоме одной из светских красавиц, Бошняк практически задерживает убийцу, но в последний момент Ушакову удается скрыться. На месте преступления Бошняк находит улику, в которой сообщается о скором покушении на императора Николая I. Лавр Петрович тем временем выясняет, что в покушении на императора может быть замешана некая КС. Лавр Петрович подозревает возлюбленную Бошняка Каролину Собаньскую, и Бошняк советует Каролине немедленно скрыться.                                                           |            |                      |                    |                       |                |                      |
| 4 | 4          | «Серия 4. Поэт»      | Владимир Щегольков | Александр Гоноровский | 30 ноября 2023 | н/д                  |
| Покушение на императора сорвано, и Ушаков исчезает. Бошняк получает новое задание — расследовать участие Пушкина в заговоре и серии убийств. Бошняк вместе с полицмейстером Донниковым едет в Михайловское и обнаруживает там следы Каролины. Лавр Петрович с ищейками прибывает в имение Ушакова, но находит только труп сельского старосты. Донников сообщает Бошняку, что у него приказ арестовать Каролину. Бошняк понимает, что не может этого допустить и решает спасти возлюбленную. |            |                      |                    |                       |                |                      |

## Призы и награды
- 2023 — приз «Лучший пилот. Выбор жюри» и специальный приз жюри «За актёрский талант» (Тимофей Трибунцев) на V фестивале сериалов «Пилот» в Иваново[9].
- 2024 — приз «Лучший онлайн-сериал (1-6 серий)» на XI премии Ассоциации продюсеров кино и телевидения в Москве[10].